# Jean Raoux

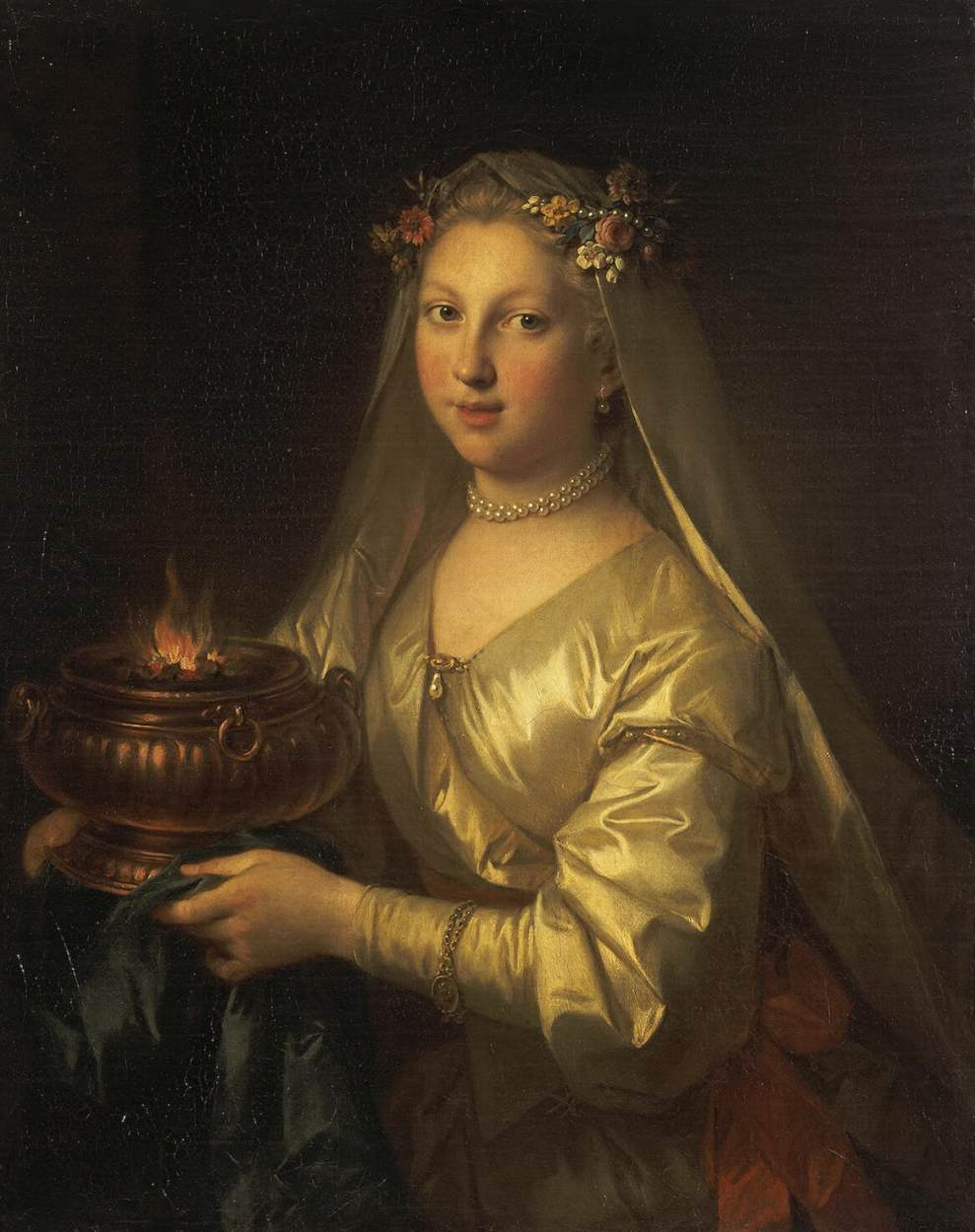
Vergine Vestale

Jean Raoux (Montpellier, 10 giugno 1677  (tra il 10 e il 12 giugno) – Parigi, 10 febbraio 1734) è stato un pittore e disegnatore francese, vincitore del Prix de Rome e membro dell'Accademia reale di pittura e scultura.

## Biografia

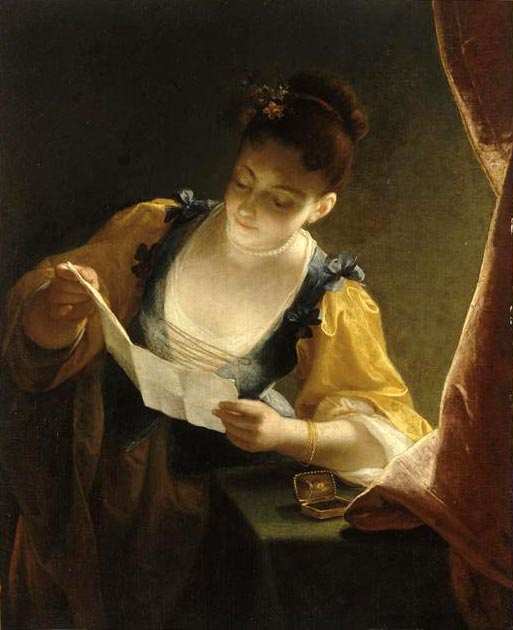
Giovane donna che legge una lettera

Iniziò la sua carriera artistica a Montpellier, dove fu allievo di Jean Ranc o di Antoine Ranc: è del 1699 la sua prima opera datata e firmata, mentre nel 1701 dipinse Arianna a Naxos (Museo di Montpellier). Giunto a Parigi nel 1703, proseguì i suoi studi presso la scuola di Bon Boullogne e l'anno seguente vinse il Prix de Rome. Nel 1706 si recò a Roma per studiare presso l'Accademia di Francia, poi fu a Firenze e in seguito a Venezia, dove rimase dal 1707 al 1709 e divenne un protetto di Filippo di Borbone-Vendôme, che gli commissionò una serie di quattro dipinti rappresentanti le quattro età della vita. Nel 1709 si trasferì a Padova, dove soggiornò fino al 1712 e dipinse per la cattedrale l'Annunciazione e la  Visitazione. Nel 1714 si stabilì a Parigi, forte della reputazione guadagnata con la decorazione del palazzo Giustinian Lolin a Venezia e con alcuni altri dipinti. Al ritorno di Filippo di Borbone-Vendôme da Malta e terminati i dipinti relativi alle quattro età della vita, ricevette da questi una pensione di mille lire. L'anno successivo fu accettato e nel 1717 divenne membro dell'Accademia reale di pittura e scultura in qualità di pittore di storia, presentando l'opera Pigmalione si innamora della propria statua. L'artista rimase a Parigi fino alla morte eccetto che nel 1721, quando si recò a Londra, dove decorò svariate stanze del Tempio (Temple) ed eseguì alcuni ritratti, tra cui quello del cavalier Fontaine, e nel 1723, quando fece ritorno a Montpellier.

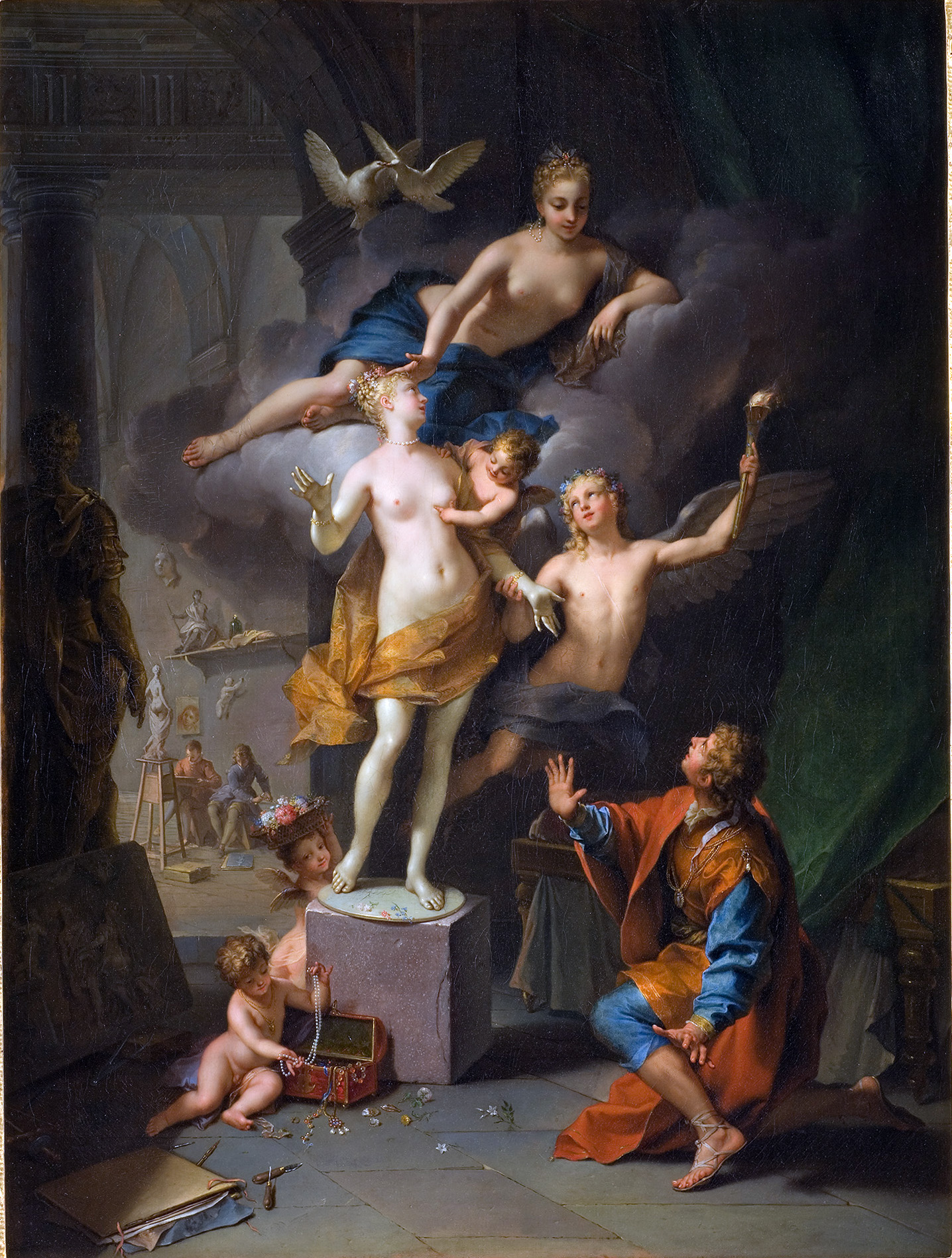
Pigmalione si innamora della propria statua

Raoux dipinse principalmente soggetti di genere, in particolare con ambientazione notturna a lume di candele o lampade, soggetti mitologici, cristiano-religiosi, storici, ritratti e temi classici e letterari realizzati con un'atmosfera ironica, alla maniera di Watteau. Dalle sue opere traspaiono reminiscenze di Abraham Bloemaert, Caspar Netscher, Godfried Schalcken e, tramite il suo maestro Bon Boullogne, di Rembrandt. Subì la sua influenza François Guérin.
Furono suoi allievi Etienne Chevalier e Jean Chevalier.

## Opere
- Vergine Vestale, olio su tela, 89 × 74,5 cm, Museo dell'Ermitage, San Pietroburgo
- Giovane donna che legge una lettera, olio su tela, 99 × 81 cm, Museo del Louvre, Parigi
- Ritratto di Filippo di Borbone-Vendôme, olio su tela, 252 × 200 cm, 1724, Museo del Louvre, Parigi[5]
- Il silenzio, olio su tela, 126 × 95 cm, 1728, Museo Calvet, Avignone[6]
- Ritratto di Charles-Joachim Colbert de Croissy, vescovo di Montpellier[7]
- Giovane donna che legge una lettera, olio su tela, 65 x 34 cm, firmato, 1734[8]
- Ragazza che fa volare un uccello, olio su tela, 112 x 96 cm, 1717, Ringling Museum of Art, Sarasota[9]
- Le piccole musiciste, olio su tela, Musée Languedocien, Montpellier[10]
- Orfeo ed Euridice, olio su tela, 1718-1720 circa[11]
- Giovane donna allo specchio[12]
- Vergini antiche, 1727, Palais des Beaux-arts, Lilla[13]
- Vergini moderne, 1728, Palais des Beaux-arts, Lilla[14]
- Donna con cesto di fiori, Museo di Versailles, Versailles[15]
- Pigmalione si innamora della propria statua, olio su tela, 134 × 100 cm, 1717, Museo Fabre, Montpellier[16]
- Arianna a Naxos, Montpellier[2]
- Visitazione, Padova[2]
- Annunciazione, Padova[2]